# Länsväg 267
De Zweedse weg 267 (Zweeds: Länsväg 267) is een provinciale weg in de provincie Stockholms län in Zweden en is circa 6 kilometer lang.

## Plaatsen langs de weg
- Stäket in de gemeente Järfälla
- Rotebro in de gemeente Sollentuna

## Knooppunten
- E18 bij Stäket (begin)
- E4 bij Rotebro (eind)